# PEZ
PEZ je avstrijska blagovna znamka slaščic.

## Začetki PEZ
Leta 1927 je zgornjeavstrijski Eduard Haas III. izumil sladkarije PEZ. Njegova ideja je bila kadilcem ponuditi alternativo cigaretam. Ustvaril je metine bonbone iz stisnjenega sladkorja in metinega olja. Ime znamke izhaja iz tega: PEZ je nastal iz prve, srednje in zadnje črke besede „Pfefferminz“.
PEZ bonboni so se sprva prodajali v majhnih pločevinkah, leta 1949 pa je bil razvit PEZ box, dozirnik z zaskočnim mehanizmom iz plastike, nato v obliki vžigalnika, ki je ustrezal ciljni skupini. V petdesetih letih 20. stoletja je Eduard Haas prepoznal potencial izdelka za otroke: nato je razvil sadne okuse in na dozirnike PEZ postavil glave junakov iz risank. Disneyjeva lika Mickey in Donald sta se začela leta 1962. Disney in PEZ sta od takrat ostala partnerja.
Znani so tudi avtomati PEZ. Prvi je bil postavljen na dunajski Westbahnhof leta 1956. Sledilo je 36.000 avtomatov po vsej Avstriji in Nemčiji. Šele z uvedbo evra so izginili iz mestne pokrajine in nato postali priljubljeni zbirateljski predmeti.

## Darovalske škatle kot kultni predmeti
Od njegove uvedbe je bilo razvitih več različnih dispenzerjev: baza dispenzerja je vedno ostala ista, glave pa so se spreminjale glede na trenutne trende. Z leti je PEZ postal priljubljena blagovna znamka med zbiratelji. Z dispenzerji se trguje tudi na dražbah.
Od leta 1927 PEZ promovirajo »PEZ Girls«. Predvsem podobe Gerharda Brausea, ki je bil odgovoren za grafično podobo znamke od 50. do 70. let 20. stoletja, so še danes priljubljene. V prvih letih se je PEZ jezikovno oglaševal s sloganom »Kajenje prepovedano, PEZ dovoljen«.
PEZ je zdaj na voljo v več kot 80 državah po vsem svetu. Poleg Evrope sta najpomembnejša trga ZDA (vstop na trg leta 1953, lastna podružnica v Orangeu, Connecticut) in Japonska (vstop na trg leta 1972). Po vsem svetu je zaposlenih 850 zaposlenih, letno se proizvede 70 milijonov dispenzerjev in 5 milijard bonbonov PEZ. Sedež PEZ je v Traunu v Zgornji Avstriji. Bonboni so izdelani na Madžarskem in v ZDA, dispenzerji pa na Madžarskem in Kitajskem. Približno polovica vseh bonbonov PEZ se porabi v ZDA.
Leta 2007 je PEZ kupil tradicionalno dunajsko znamko sladkarij Egger. Egger proizvaja tudi avstrijske klasike, kot so Sportgummi, Hustinetten in Marshmallow Dough, ki se še naprej prodajajo pod blagovno znamko Egger. Z nakupom Eggerja je PEZ bistveno razširil svoje proizvodno znanje. Poleg klasičnih bonbonov in dispenzerjev so v ponudbi zdaj tudi sadne gumijasti bonboni, večinoma ekološke kakovosti. V ponudbi je tudi veliko sezonskih izdelkov, daril ter licenčnih in nelicenciranih glukoznih in gaziranih bonbonov.
Legenda pravi, da je strast žene Pierra Omidyarja do zbiranja dispenzerjev PEZ vodila do ustanovitve eBaya.

## Sadni gumijasti bonboni
Avgusta 2011 je PEZ razširil svojo ponudbo še z enim izdelkom: PEZ Soft. Tako bonboni kot dispenzerji so se bistveno razlikovali od znanih izdelkov. Namesto sladkarij so v tej paleti izdelkov bili gumiji iz mehkega sadja. Namesto znanih PEZ dispenzerjev so se pojavili tako imenovani »akcijski dispenzerji«, s katerimi je bilo mogoče katapultirati sadne gumije. Sadni gumiji so bili na voljo v dveh okusih (na eni strani tropsko in na drugi strani bolj klasično sadje: jagoda, malina, češnja, pomaranča, jabolko), bili so brez laktoze in glutena ter izdelani brez umetnih barvil in arom. Leta 2015 je bil PEZ soft ponovno umaknjen s trga.
- PEZ soft dispenzer in sadni gumi.
- PEZ soft dispenzer Neon Edition, 2013.

## PEZ Mint brez sladkorja
Od jeseni 2012 je PEZ na voljo tudi kot metin bonbon brez sladkorja. Sladkarije so na voljo skupaj s srebrnimi dozirniki v originalni obliki PEZ škatle ali v srebrnih pločevinkah z retro potiskom.
- PEZ Mint nostalgični dispenzer, zapakiran
- PEZ Mint nostalgični dispenzer z bonboni
- PEZ Mint pločevinke

## Sestavine in hranilne vrednosti
Izdelek je 94,6 % iz sladkorja, ima 1,6 % nasičenih maščobnih kislin in 0,3 % je natrija.
Sestavine po navodilih na embalaži: sladkor, glukozni sirup, sredstvo za kislost (citronska kislina), regulator kislosti (trinatrijev citrat), hidrogenirana rastlinska maščoba, emulgator (mono- in digliceridi maščobnih kislin), aroma.

## Podjetje
Leta 2016 je PEZ AG zaposloval 850 ljudi po vsem svetu, od tega 78 na sedežu v Traunu v Gornji Avstriji. Dve tretjini podjetja je v lasti ustanovne družine Haas.